# Église Saint-Martial de Dunet
Pour les articles homonymes, voir Église Saint-Martial et Saint Martial.
L'église Saint-Martial de Dunet est une église catholique française. Elle est située sur le territoire de la commune de Dunet, dans le département de l'Indre, en région Centre-Val de Loire.

## Situation
L'église se trouve dans la commune de Dunet, au sud-ouest du département de l'Indre, en région Centre-Val de Loire. Elle est située dans la région naturelle du Boischaut Sud. L'église dépend de l'archidiocèse de Bourges, du doyenné du Val de Creuse et de la paroisse de Saint-Benoît-du-Sault.

## Histoire
L'église fut construite au XIIIe siècle. L'édifice est inscrit au titre des monuments historiques, le 11 octobre 1930.

## Description
Église du XIIIe siècle avec nef unique. Le clocher est carré, couvert d'ardoises et déporté sur la gauche de la nef.